# Hipódromo de Velká Chuchle
El Hipódromo de Velká Chuchle (en checo: Dostihové závodiště Velká Chuchle) es una pista de carreras donde se celebran carreras de caballos a galope y con arnés. Se encuentra en las afueras del sur de Praga, en el distrito administrativo Velká Chuchle. Las carreras se celebran allí desde abril hasta mediados de noviembre. La pista mide 2.180 m de longitud. La pista de carreras Praha-Velká Chuchle es el centro de las carreras de caballos de primera clase en la República Checa. Alberga más carreras que cualquier otro hipódromo Checo, y sus carreras incluyen las tres carreras a galope de mayor prestigio en el país; el Derby Checo, San Leger R. Checa, y Guineas Checo 2000.